# 影子愛人
《影子愛人》是2012年的一部中國爱情電影，由潘源良執導，由張栢芝、权相宇、景甜、丁春诚、张韶涵、井柏然、成泰燊等多國演員主演。

## 人物角色
- 權相佑 飾 權正熏
- 張柏芝 飾 Paris / 秦芯
- 景甜   飾 徐願
- 丁春誠 飾 Johnny
- 張韶涵 飾 美惠子
- 井柏然 飾 畢達
- 恬妞 飾 鳳姐
- 吳耀漢 飾 周叔
- 成泰燊 飾 董傲年

## 主題曲
- 〈第六感〉：詞曲：蕭敬騰　編曲：金木義則　演唱：蕭敬騰
- 〈相爱不能爱〉：詞：廖瑩如　曲：Eric Kwok　演唱：張栢芝

## 外部連結
- 《影子愛人 （页面存档备份，存于）》在香港雅虎的電影頁面（繁體中文）
- 開眼電影網上《影子愛人》的資料（繁體中文）
- 香港影庫上《影子愛人》的資料（繁體中文）
- 时光网上《影子愛人》的資料（简体中文）
- 豆瓣电影上《影子愛人》的資料 （简体中文）
- 爛番茄上《影子愛人》的資料（英文）
- AllMovie上《影子愛人》的资料（英文）
- 互联网电影数据库（IMDb）上《影子愛人》的资料（英文）